# Nuevo Suelo
Nuevo Suelo (en inglés: New Ground) es un pequeño asentamiento ubicado en la isla Santa Elena, que forma parte del distrito de San Pablo. Se ubica en las coordenadas 15°56′00″S 5°44′00″O / -15.93333, -5.73333.
Se localiza cerca de Half Tree Hollow y a unos 6,5 kilómetros de Jamestown, la capital, y es una zona residencial que ha crecido en los últimos años. Aquí se encuentra un hotel.